# Бузько, Наталья Евгеньевна
Ната́лья Евге́ньевна Бузько́ (укр. Наталія Євгенівна Бузько; род. 27 ноября 1963, Севастополь, Украинская ССР) — украинская актриса, Заслуженная артистка Украины (2009). Участница комик-труппы «Маски». Работает в «Доме клоунов» в Одессе.
Преподаватель актёрского мастерства в продюсерском центре «Star time» и киношколе «RemarkaFilm» в Одессе.

## Биография
По образованию — инженер, окончила Одесский институт инженеров морского флота (1985). Учась в институте, посещала курсы пантомимы, где познакомилась с актёрами, которые впоследствии стали известны как комик-труппа «Маски». В составе труппы Наталья впервые появилась на телевидении.
Её успешным дебютом в большом кино стала роль брюнетки Маши в психологической драме Киры Муратовой «Астенический синдром» (1989). В дальнейшем она снялась ещё в нескольких фильмах Киры Муратовой.
В 2007 году на кинофестивале «Бригантина» (Бердянск) Наталья Бузько получила приз за лучшую роль второго плана в картине Киры Муратовой «Два в одном». В своей номинации Наталья Бузько боролась со Светланой Немоляевой («Блюз опадающих листьев»), Ириной Мельник («Другая жизнь, или Побег с того света») и Полиной Кутеповой («Инди»). Фильм «Два в одном» был признан «Лучшим фильмом стран СНГ и Балтии» по версии кинопремии «Ника», а в июне стал фильмом-открытием XVIII «Кинотавра». Международная премьера картины состоялась в начале мая в Нью-Йорке на кинофестивале Tribeca, учредителем которого является Роберт де Ниро.
Наталья Бузько так охарактеризовала фильм и премьеру:
Я очень волнуюсь в преддверии национальной премьеры «Два в одном». Мне понравилось, как восприняла нашу картину искушённая публика на международных кинофестивалях — «Кинотавре», «Бригантине». И очень приятно, что в целом отзывы были положительные. Но наиболее важно для меня мнение украинского зрителя, хотелось бы, чтоб ему понравилось, чтобы он и погрустил и посмеялся, ведь такова была задумка Киры Муратовой.

## Семья
Была замужем за Александром Постоленко. Имеет двоих детей: дочь Анна (род. 7 августа 1986 года) и сын Антон (род. 24 июля 1999 года). 25 апреля 2008 года у Натальи родилась внучка Ясна.

## Работы в театре

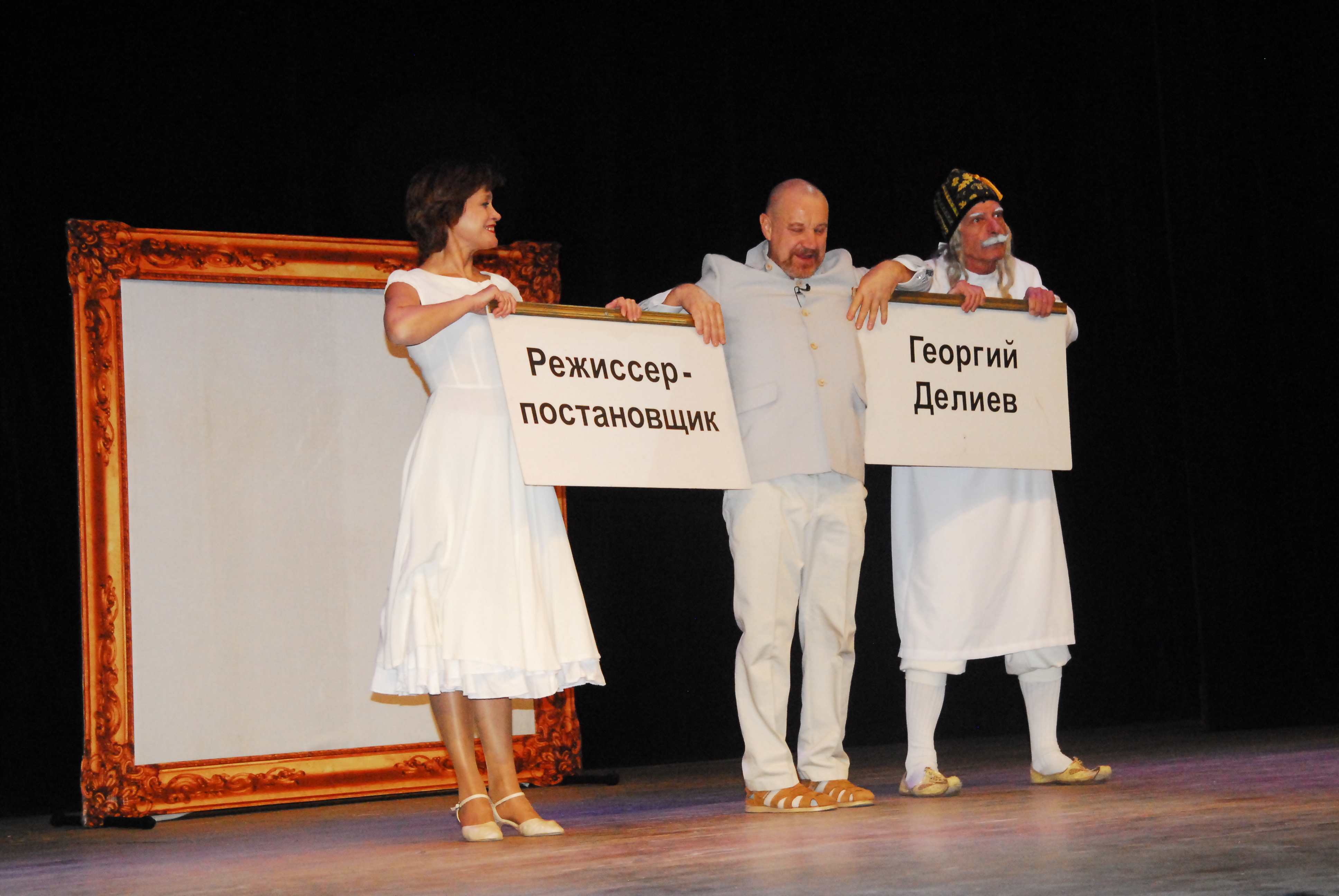
Бузько в спектакле «Одесский подкидыш», 2017 год

- Роль Джульетты в комедии Бориса Барского по мотивам одноимённой трагедии У. Шекспира «Ромео и Джульетта». Режиссёр Георгий Делиев.
- Роль Дездемоны в комедии Бориса Барского по мотивам одноимённой трагедии Шекспира «Отелло». Режиссёр-постановщик Георгий Делиев.
- Роль Белой танцовщицы в сюрреалистической комедии абсурда «Ночная симфония». Автор сценария и режиссёр-постановщик Георгий Делиев.
- Роль Мисс Ефросиньи в комедии положений Георгия Голубенко «Одесский подкидыш». Режиссёр-постановщик Георгий Делиев.

## Фильмография
- 1981 — Берегите женщин — девушка на дискотеке в жёлтом платье
- 1988 — Диск-жокей — девушка на танцах
- 1989 — Астенический синдром — Маша, брюнетка
- 1990 — Нецензурные выражения
- 1991 — Семь дней с русской красавицей — Маша, победительница конкурса «Русская красавица»
- 1993 — Что-нибудь одно
- 1994 — Я люблю — Нина
- 1995 — Без ошейника — мама Лины
- 1997 — Три истории — девушка Таня, отказавшаяся в роддоме от своего ребёнка
- 2001 — Второстепенные люди — Вера
- 2002 — Чеховские мотивы — невеста
- 2002 — Дружная семейка — лор-врач
- 2003 — Личная жизнь официальных людей — Маша Руденко, горничная
- 2003 — Двенадцать стульев — Эллочка Людоедка
- 2003 — Игра в классики
- 2004 — Настройщик — Таня
- 2006 — Иван Подушкин. Джентльмен сыска — Мамонтова
- 2007 — У реки — мать Насти
- 2007 — Два в одном — Маша
- 2008 — Стреляй немедленно! — горничная архитектора Ярошевича
- 2008 — Кипяток
- 2008 — Кукла
- 2008 — Улыбка Бога, или Чисто одесская история — помощница Костанжогло
- 2009 — Женить Казанову — эпизодическая роль
- 2009 — Мелодия для шарманки — клептоманка
- 2011 — Шаббат — главная роль
- 2011 — Чай с бергамотом[5] — Наталья Евгеньевна, главврач больницы
- 2012 — Кордон следователя Савельева — Любовь Георгиевна
- 2012 — Ангелы войны — Саломея Цымбалюк
- 2012 — Вечное возвращение — Она
- 2014 — Пляж — Наташа
- 2014 — Свет и тень маяка — мать Галины
- 2014 — До свидания, мальчики — директор детдома
- 2015 — Анка с Молдаванки — мошенница Рая
- 2015 — Чужие близкие — Люба, соседка
- 2017 — Лев — мать Льва
- 2017 — Одесский подкидыш — Мисс Ефросинья
- 2018 — Донбасс — регистратор ЗАГСа
- 2019 — Потоп — Мама[6]
- 2019 — Наталка Полтавка[7] — фильм не был завершен

## Награды
- Заслуженная артистка Украины (2009)
- Приз «Лучшая женская роль второго плана» на кинофестивале «Бригантина» за фильм «Два в одном» (2007)